# Sidakangen (Kalibening)
Sidakangen is een bestuurslaag in het regentschap Banjarnegara van de provincie Midden-Java, Indonesië. Sidakangen telt 2612 inwoners (volkstelling 2010).